# Taeniodera ochraceipes
Taeniodera ochraceipes är en skalbaggsart som beskrevs av Waterhouse 1888. Taeniodera ochraceipes ingår i släktet Taeniodera och familjen Cetoniidae. Inga underarter finns listade i Catalogue of Life.